# Element (software)
Element (precedentemente Riot) è un client di messaggistica istantanea libero e open source basato sul protocollo Matrix e distribuito con licenza Apache 2.0. Poiché utilizza il protocollo federato Matrix, Element lascia scegliere all'utente un server a cui connettersi.
Element supporta la crittografia end-to-end, i gruppi, i canali e la condivisione di file tra utenti. È disponibile come applicazione Web, come app desktop per tutti i principali sistemi operativi e come app mobile per Android e iOS.
Lo sviluppo dell'app è svolto principalmente dalla società omonima, che è anche coinvolta nello sviluppo del protocollo Matrix stesso. Element ha sede nel Regno Unito e in Francia.

## Tecnologia
Il software è disponibile per i più noti sistemi operativi desktop e mobile. Il client desktop utilizza il Matrix React SDK, un kit di sviluppo software basato sulla libreria per interfacce grafiche React per facilitare lo sviluppo dei client Matrix
Element è principalmente basato sulle tecnologie web e utilizza anche Electron, un framework software per creare applicazioni desktop da applicazioni web, in modo da distribuire i client desktop per Windows, MacOS e Linux.
I client Android e iOS sono sviluppati e distribuiti con i rispettivi strumenti dedicati.
Su Android l'app è disponibile sia nel Google Play Store che negli archivi di solo software libero F-Droid con lievi modifiche. Ad esempio, la versione F-Droid non viene fornita con il plugin proprietario "Google Cloud Messaging".

## Storia
Element era originariamente chiamato Vector quando venne commercializzato dalla beta nel 2016. L'app è stata rinominata in Riot nel settembre dello stesso anno. Il re-brand è stato realizzato dalla società di consulenza canadese LP/AD. Nel 2016 la prima implementazione della crittografia end-to-end Matrix è stata integrata e distribuita in versione beta agli utenti.
Ad aprile 2019, una nuova applicazione è stata pubblicata sul Google Play Store a conseguenza di una compromissione delle chiavi di produzione del server. Gli sviluppatori hanno consigliato a chiunque utilizzi l'applicazione Google Play Store di aggiornare alla versione più recente.
Il 15 luglio 2020, in concomitanza con l'uscita della versione aggiornata dell'app per dispositivi mobili, il brand viene rinominato in Element, usato come nuovo nome per il client di messaggistica, per l'azienda sviluppatrice (precedentemente New Vector Limited) e per il fornitore di hosting di server federati (precedentemente Modular).

## Caratteristiche
Element è in grado di fare da ponte per altre comunicazioni verso l'app tramite Matrix, come IRC, Slack, Telegram e altre. Inoltre, integra chat vocali e video peer-to-peer e di gruppo tramite WebRTC. È possibile installare e gestire autonomamente l'app e il server di chat dietro le quinte. Element è spesso consigliato dai sostenitori della privacy.
Gli utenti possono comunicare all'interno di stanze. Queste sono criptate in modo predefinito dalla versione 1.6.0 (solo per messaggi diretti e stanze private). Anche le chiamate possono essere crittografate.

## Accoglienza
Poiché Element è il client Matrix più maturo, il progetto Matrix lo consiglia come punto di partenza per i nuovi utenti Matrix. Nei media viene talvolta percepito come un'alternativa a Slack o ad altri client di messaggistica istantanea. Generalmente Element sembra essere più popolare nelle comunità di software libero e open source, dove a volte viene consigliato a causa della sua natura federata. Questo focus tecnico si riflette nelle stanze più grandi della piattaforma Matrix, che trattano di distribuzioni Linux e di criptovalute. L'app è stata scaricata oltre 50.000 volte nel Google Play Store intorno al 2018, con ulteriori utenti tramite F-Droid o su altre piattaforme.